# Bradysia nigrispina
Bradysia nigrispina är en tvåvingeart som beskrevs av Menzel 2006. Bradysia nigrispina ingår i släktet Bradysia och familjen sorgmyggor.
Artens utbredningsområde är Tjeckien. Inga underarter finns listade i Catalogue of Life.